# Villemoutiers
Villemoutiers – miejscowość i gmina we Francji, w Regionie Centralnym, w departamencie Loiret.
Według danych na rok 1990 gminę zamieszkiwały 543 osoby, a gęstość zaludnienia wynosiła 34 osoby/km² (wśród 1842 gmin Regionu Centralnego Villemoutiers plasuje się na 650. miejscu pod względem liczby ludności, natomiast pod względem powierzchni na miejscu 836.).